# 蒙蒂尼亚克德洛赞
蒙蒂尼亚克德洛赞（法語：Montignac-de-Lauzun，法語發音：[mɔ̃tiɲak də lozœ̃]，意为“洛赞的蒙蒂尼亚克”）是法国洛特-加龙省的一个市镇，属于马尔芒德区。

## 地理
蒙蒂尼亚克德洛赞（44°34'24"N, 0°27'50"E）面积20.46 平方千米，位于法国新阿基坦大区洛特-加龍省，该省份为法国西南部内陆省份，北起多爾多涅省，西接吉倫特省和朗德省，南至热尔省，东临塔恩-加龙省和洛特省。
与蒙蒂尼亚克德洛赞接壤的市镇（或旧市镇、城区）包括：拉韦涅、蒙巴于斯、蒙维耶勒、圣科隆德洛赞、塞加拉、通布伯夫。

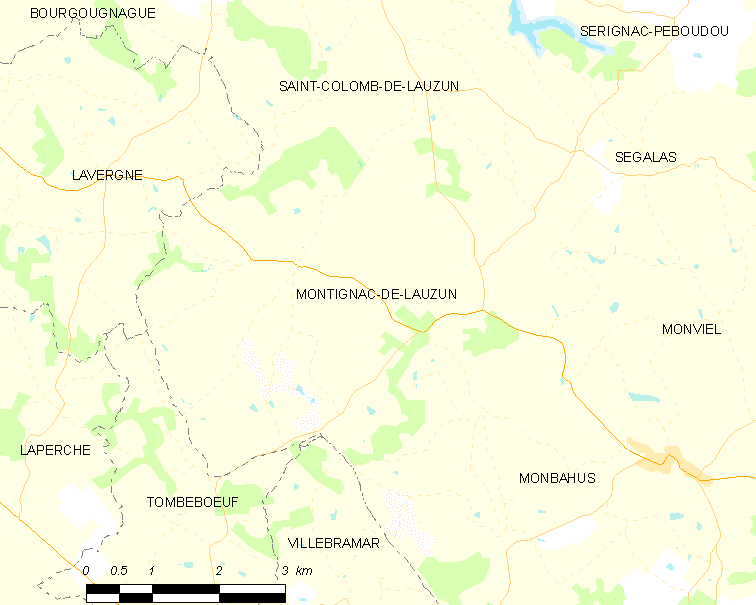
蒙蒂尼亚克德洛赞的OSM定位图

蒙蒂尼亚克德洛赞的时区为UTC+01:00、UTC+02:00（夏令时）。

## 行政
蒙蒂尼亚克德洛赞的邮政编码为47800，INSEE市镇编码为47188。

## 政治
蒙蒂尼亚克德洛赞所属的省级选区为德罗河谷县。

## 人口

1962-2008年间蒙蒂尼亚克德洛赞人口变化图示

蒙蒂尼亚克德洛赞于2022年1月1日时的人口数量为286人。